# Tunet Vila
Antonio Vila López (Barcelona, 1932 - 12 de febrero de 2016), conocido como Tunet Vila y en menor medida Raymond Rabatsa, fue un historietista y cineasta español. 

## Biografía
De formación autodidacta, ya con trece años tuvo dos puestos de venta de tebeos en el Mercado de San Antonio, aunque sin mucho éxito.
En los años cincuenta, trabajó en las agencias Histograf y Selecciones Ilustradas y dio vida a series cómicas como Pito, el Soldado Pequeñito (1953). Para Futuro (1957) de Ediciones Clíper, creó Humor sideral y hasta una serie de grafismo realista como Enigma en el Espacio.
Desde mediados de los 60, se dedicó también a diversos oficios cinematográficos. Fue uno de los decoradores ayudantes de La Batalla de las Ardenas (1965) y actuó en diversas películas, como los spaghetti westerns Oeste Nevada Joe (1964), El retorno de Ringo (1966), Kiss Kiss… Bang Bang… (1967) o Los profesionales del oro (1968), todos rodados en Almería.
En 1969, entró a trabajar en la Editorial Vértice, dedicándose a lo que ésta denominaba "dinámica y rotulación", es decir, al retoque de las viñetas del material procedente de Marvel Comics. Tales comics recuperaron su serie Tumbita, compuesta de historietas prácticamente mudas protagonizadas por el esqueleto homónimo.
A finales de los años 70 y durante dos meses, realizó a través de una agencia española los textos e ilustraciones de una enciclopedia cultural encargada por el Gobierno de Irak, el cual le pagó dos millones de pesetas de la época. También trabajó brevemente para Disney Europa, la cual abandonó, harto de las directrices de su director Curd Sneet.
En 2005, participó en Cineastas contra magnates.

## Filmografía actor
- Cineastas contra magnates como Monk (2005)
- Capitán Escalaborns (1991)
- La veritat oculta (1987)
- Adela (1987)
- Denver (1985)
- Dinero negro como Feriante (1984)
- Dos pillos y pico como Socio de Roberto (as Tonet Vila) (1981)
- Patrizia (1980)
- Los violadores del amanecer como Manolo (1978)
- Una familia decente como Detective 2 (1978)
- Makarras Conexion como Guardia urbano (como Antonio Vila) (1977)
- La ciudad quemada como (como Tonet Vila) (1976)
- El jovencito Drácula como Popov (1976)
- Los hijos de Scaramouche como Hijo del notario (1975)
- Presagio como Empleado del hotel (1970)
- Percy Stuart (1 episodio) como Emilio Faor (1969)
- De picos pardos a la ciudad como Americano (1969)
- Los profesionales del oro (1968)
- El terrible de Chicago (1967)
- La mini tía como Profesor (1968)
- La tía de Carlos en mini-falda (1967)
- El primer cuartel (1967)
- Kiss Kiss - Bang Bang (1966)
- 07 con el 2 delante (Agente: Jaime Bonet) como Agente 06 (1966)
- Oeste Nevada Joe, como Sammy (1965)
- El retorno de Ringo como Mimbreno, the Apache medicine man (1965)
- Muerte en primavera como Oficial (1965)
- La vida es magnífica (1965)
- La barca sin pescador como Corredor de bolsa (1964)
- Un rincón para querernos como Dueño de la pensión (1964)
- El amor empieza en sábado como Tripulante del yate (1961)

## Filmografía arte
- La maldición de la bestia, asistente de vestuario (1975)
- Los hijos de Scaramouche, dirección artística (1975)
- La diosa salvaje, dirección artística (1975)
- Oeste Nevada Joe, vestuario (1968)

## Recopilaciones
- 2004 - Lo mejor de Tumbita. El alegre vividor que hace el muerto como humor (Non Stop! Comics: No lo pillo, núm.1)

## Premios
- 2010 - A la totalidad de su obra de humor en los XXXIII Premios Historieta del canario Diario de Avisos.[3]